# 合兰府
合兰府，元朝设置的府。
治所在今朝鲜咸镜南道咸兴南。辖境南界在今朝鲜咸镜南道永兴县，西界在朝鲜长津江一带，北界不详。后废。